# フロリディアンズ
フロリディアンズ(The Floridians)は、アメリカ合衆国に存在したABAのバスケットボールチームである。
マイアミ・フロリディアンズ、その後、フロリディアンズとして知られるこのチームはABA設立時のメンバーで1968年から1972年まで存在した。チームカラーは2つあって、最初は赤、青、白、後に黒、マゼンタ、オレンジである。
マイアミ・フロリディアンズはミネソタ州ブルーミントンのメット・センターを本拠地としてチームカラーが青と金であったミネソタ・マスキーズとして知られたチームの名称が移転してきたものでフロリダの人々の注目を浴びなかった。だが4年間で3回プレイオフに進出した。
1968/1969シーズンが最も成功したシーズンでありレギュラーシーズンを43勝35敗で終えた後、イースタンディビジョン準決勝でミネソタ・パイパーズを4勝3敗で破ったがディビジョン決勝でインディアナ・ペイサーズに1勝4敗で敗れた。
続く1969/1970年シーズンは大変忘れられないものとなった。チームはプレイオフに出場できず、いくつかの都市でホームゲームを開催せざるを得なかった。マイアミ、タンパ、セントピーターズバーグ、ジャクソンビル、ウェストパームビーチであった。シーズン終了後、チームは売却されてフロリディアンズと改称した。
1970/1971年シーズンはその前のシーズンより良い成績を残したが、チーム名やユニフォームを一新したもののフロリダ州南部の人々を熱狂させることはなかった。37勝47敗と負け越したがプレーオフに進出、ケンタッキー・カーネルズとのシリーズを2勝4敗で敗退した。フロリディアンズのABAでの最後のシーズンは1971/1972年で36勝48敗と負け越したがプレーオフに進出した。プレーオフ1回戦でジュリアス・アービング率いるバージニア・スクワイアーズに4連敗で一掃された。
1971/1972年シーズン終了時、NBAのシンシナティ・ロイヤルズがカンザスシティに移転することとなったため、代わりに誘致しようという動きがあったがチームオーナーのネッド・ドイルは同意しなかった。
フロリディアンズが解散した後、フロリダ州にプロバスケットボールチームが作られるのは1988年のマイアミ・ヒート、1989年のオーランド・マジックまで待たなければならなかった。2005/2006シーズン、ヒートはフロリディアンズのユニフォームのレプリカを使用した特別なホームゲームを実施した。